# FK Tekstilshchik Kamyshin
El FK Tekstilshchik Kamyshin (rus: Футбольный клуб «Текстильщик» Камышин; Futbol'niy Klub "Tekstilshchik" Kamyshin) és un club de futbol rus de la ciutat de Kamyshin. "Tekstilshchik" fa referència a treballadors tèxtils.

## Història
Evolució del nom:
- 1979-1995: FC Tekstilshchik Kamyshin
- 1996: FC Energiya-Tekstilshchik Kamyshin
- 1997: FC Energiya Kamyshin
- 1998: FC Rotor-Kamyshin
- 1999-present: FC Tekstilshchik Kamyshin

El club jugà cinc temporades a la primera divisió russa entre 1992 i 1996, i arribà a classificar-se per la Copa de la UEFA.